# James Hinks
James Hinks (Mullingar, 7 de enero de 1829 - Birmingham, 10 de octubre de 1878) fue un criador de perros irlandés, conocido por ser el primero en criar y dar nombre a la raza de perro bull terrier.

## Biografía

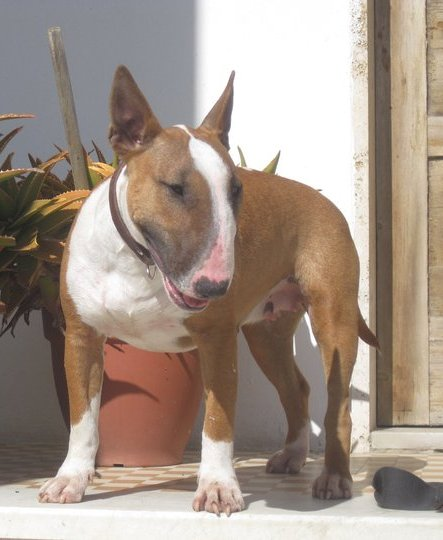
Bull terrier, raza por la que es conocido James Hinks.

Es el padre de la raza Bull Terrier, nacido en 1829 en Irlanda en la ciudad de Mullingar, en una de las regiones más pobres del país, su padre, un zapatero de nombre John Hinks ganaba lo suficiente en aquellos días para mantener su familia sin morir de hambre, en 1851 decidieron mudarse a la ciudad de Birmingham, en un sector industrial, donde Hinks hijo comenzó a trabajar en las forjas. Este  este mismo año se casó con Elizabeth Moore y tuvieron tres hijos, el mayor, James II, una niña de nombre Mary y el pequeño Frederick. Ya para 1854 Hinks comenzó a comerciar con aves de corral, lo cual le dio un mejor estatus y como afición tenía la cría de aves ornamentales, ratones silvestres. Con su Bulldog "Old Madman" comenzó en la crianza de perros, y su posición social y las comodidades para su familia mejoraron.
En 1858 nace un cuarto hijo, Alfred, y en 1864 ya la familia contaba con ocho hijos en total, no fue sino hasta la década del sesenta que Hinks apareció registrado en la guía de direcciones como un criador de aves y perros. Lamentablemente Hinks murió a la corta edad de 47 años, afectado por una mortal tuberculosis, pero su esfuerzo le llevó desde la parte más pobre de su natal Irlanda, hasta una más acomodada vida para su familia en Birminghan en Inglaterra, y su herencia según su testamento fue a manos de su esposa Elizabeth.

## Crianza del Bull Terrier
Pese a que se sabe muy poco sobre los cruces que Hinks llevó a cabo para conseguir los Bull Terriers, está documentado por Henry Walsh, que quizás Hinks usara el antiguo Bulldog Inglés, el English White Terrier, el Dálmata y quizás hasta el Greyhound. Sin lugar a dudas fue su perro Old Madman, quien siendo criado para las exposiciones y no para las peleas jugó un papel determinante en el nacimiento de la nueva raza. Como parte del folklore de la raza, se cuenta que la perra de Hinks, llamada "Puss", después de una exhibición o durante ella, combatió contra una perra Pitbull de propiedad de Mr. Tupper y después de media hora, Puss retornó triunfante con unas pequeñas marcas en su hocico.
Entre 1855 y 1868 Hinks fue el propietario de al menos los siguientes perros: Bull Terrier “Spring” (Jerry x Daisy), “Bulldog Nettle” (Grip x Nettle), Bull Terrier, “Joven Puss” (Old Madman x Old Puss), the Terrier, “Lady” (Stormer x Daisy), Bull Terrier, “Kit” (pedigree desconocido), Dálmata, “Spot” (Joss x Dinah) y un Greyhound llamado “Dart” (Chap x Fly). Hinks incluso era el propietario de todos los padres de estos perros y cabe anotar que no sólo Hinks contribuyó al desarrollo de la raza Bull Terrier, sino todas aquellas personas que compraron sus cachorros blancos, y no fue si no hasta después de 1900 que se tuvo un Bull Terrier de color. 
El legado de Hinks es conocido mundialmente, y sus hijos James II y Frederick, continuaron el trabajo de su padre incluso el hijo de James II, Carleton, fue un criador de la raza hasta su muerte en 1977. Siendo ésta la manera de honrar el apasionado trabajo de su abuelo y su amor por la exhibición, la crianza y por sus perros.
Horter, Rita. «Masterminds: James Hinks and the bull terrier» (en inglés). Archivado desde el original el 4 de mayo de 2011.